# 三角神力
三角神力是任天堂《薩爾達傳說》系列電子遊戲裡的概念，最早出現在1986年的《薩爾達傳說》，在此以後的每一個作品裡都有出現。三角神力圖案由三個正三角形組成更大的正三角形。在塞爾達傳說的世界中，三角神力是源自三個創造海拉魯的黃金女神：迪熒（Din）、娜茹（Nayru）和法露爾（Farore）。三角神力擁有神聖的能力，可以實現擁有者的願望。
三角神力的三個碎片分別由此系列的三個主要角色所有，分別是加儂、塞尔达公主和林克，分別對應的特質是力量、智慧和勇氣。獲得三角神力是此系列很常見的主題，玩家需要尋找其碎力，加儂為了邪惡目的也要三角神力，因此玩家要設法不讓加儂取得三角神力。
三角神力是薩爾達傳說系列的中心主題，常出現在薩爾達的圖案和商品中。也曾出現在相關媒體，例如漫畫、電子遊戲、動畫系列。三角神力在薩爾達系列中有著突出地位和重要性，已成為遊戲界廣為人知的象徵。

## 背景
雖然三角神力和薩爾達傳說系列有關，但在一千年前的中古日本也出現過一樣圖案的符號，是來自13世紀（日本鎌倉時代）控制日本的北條氏，其家紋（三之鱗）是三片三角形的鱗，此圖案在當代日本文化中常常出現，像一些公司的標誌、或是寺廟裡。
自從塞尔达传说在1986年推出之後，三角神力圖案成為塞尔达传说的標誌，在此系列的每個游戏都有出現，特別是在海拉魯王國的紋章上。